# Ludwig Moszkowicz
Ludwig Moszkowicz (ur. 2 kwietnia 1873 w Krakowie, zm. 1945 w Wiedniu) – austriacki lekarz, chirurg i patolog.

## Życiorys
Studiował na wydziale lekarskim Uniwersytetu Wiedeńskiego, 24 marca 1887 został doktorem medycyny. Od 1898 do 1914 w Wiener Rudolfinerhaus jako lekarz naczelny (Chefarzt). Wskutek intryg współpracowników porzucił posadę na rzecz prywatnej praktyki. W 1929 roku habilitował się na Uniwersytecie Wiedeńskim z chirurgii. 
Opisał w 1907 roku objaw znany dziś jako objaw lub próba Moszkowicza, wykorzystywany w ocenie drożności naczyń kończyn dolnych. Wykładowca na Wydziale Lekarskim Uniwersytetu Wiedeńskiego do 23 kwietnia 1938, kiedy to został wydalony z uczelni po Anschlussie Austrii.

## Wybrane prace
- Die Entstehung des Scheidendefektes (1932)
- Erste Hilfe bei plötzlichen Unfällen. Maudrich, 1935
- Die Prostata der Zwitter und die Systematik des Zwittertums. Virchow's Archiv (1935)